# Товариство суспільного вибору
Товариство суспільного вибору  (англ. Public Choice Society) — міжнародна наукова організація, яка об'єднує економістів, соціологів і політологів. Організація була заснована в 1964 р. Г. Таллоком і Дж. Бьюкененом з метою розвитку теорії суспільного вибору. Товариство видає журнал «Public Choice». Товариство проводить щорічні збори в Новому Орлеані (шт. Луїзіана ). У 2006 р. збори пройшли з 30 березня по 2 квітня у новоорлеанському готелі «Інтерконтиненталь». 

## Президенти суспільства
(у дужках — основна спеціальність ученого)
- 1964 — Дж. Бьюкенен (економіст);
- 1965 — Г. Таллок (економіст);
- 1966 — У. Рикер (політолог);
- 1967-69 — В. Остром (політолог);
- 1970-72 — О. Девис (економіст);
- 1972-74 — М. Олсон (економіст);
- 1974-76 — Дж. Кульман (соціолог);
- 1976-78 — Ч. Плотт (економіст);
- 1978-80 — Дж. Крамер (політолог);
- 1980-82 — Дж. Ледьярд (економіст);
- 1982-84 — Е. Остром (політолог);
- 1984-86 — Д. Мюллер (економіст);
- 1986-88 — П. Ордешок (політолог);
- 1988-90 — У. Сміт (економіст);
- 1990-92 — Дж. Ферджон (політолог);
- 1992-94 — М. Хайнич (політолог);
- 1994-96 — Р. Толлісон (економіст);
- 1996-98 — М. Мунгер (політолог);
- 1998—2000 — У. Нісканен (економіст);
- 2002-02 — Б. Грофман (політолог);
- 2002-04 — Дж. Бреннан (економіст);
- 2004-06 — З. Брамс (політолог).